# Tetragonula davenporti
Tetragonula davenporti là một loài Hymenoptera trong họ Apidae. Loài này được Franck mô tả khoa học năm 2004.